# イージー・ブリージー
『Easy Breezy』(イージー・ブリージー)は宇多田ヒカルが『Utada』名義でリリースした英語詞のデビューシングル。 『Exodus』からの最初のシングル。

## 解説
今回のリリースでは、発売元のレーベルはIsland Def Jamであり、「Utada」名義での発売がなされた。
本作はもともと配信限定シングルとして発売されたが、後に日本ではDVDシングルとしても発売された。
Utada本人が出演するニンテンドーDSのCMソングとして起用されている。 本作のためのプロモシングルが存在する。
"she's got a new microphone"という歌詞が含まれているが、これは実際にUtadaが初めて新しいマイクを購入し、歌入れの際に何気なく口ずさんでいたところ、それを気に入ってしまったという経緯がある。
PVも作成されているが、UtadaはこのPVのメイクについて、普通の欧米人から見たアジア人のようで自分らしさが出ていなく残念だったと不満を漏らしている。

## 収録曲

### プロモバージョン
1. Easy Breezy (Radio Edit)(3:04)
2. Easy Breezy (Call Out Hook)(0:13)

### 配信限定シングル
1. Easy Breezy(4:03)

### DVD
1. Making of Easy Breezy
2. Easy Breezy

### Ultimix Version
1. Utada - Easy Breezy (94BPM)(5:05)